# 君の声が聴きたい
君の声が聴きたい（きみのこえがききたい）は、日本放送協会（NHK）が2022年から2024年まで展開していた大型キャンペーン。

## 概要
2020年の国際連合児童基金（ユニセフ）の調査で日本の子ども・若者の「精神的幸福度」が先進国38か国中37位となったことを受け、NHKの特設サイトや1万人を対象にしたアンケート・取材によって集めた子どもや若者の声に徹底的に耳を傾け、子どもや若者の幸せについて考える企画。
2022年は5月6日と7日のプライムタイムの総合テレビの大型特別番組編成を中心に、14日までの1週間でテレビ・ラジオの各番組（全40番組以上参加）や各放送局の公開イベントなどを通して、若い世代に笑顔になってもらうための様々なキャンペーンを展開した。
2022年12月には第2弾を1ヶ月間、また2023年以降も5月に1週間（2023年度：5月5-12日の8日間　2024年度：5月1-6日の6日間）をかけてゴールデン・プライムタイムを中心としてキャンペーン関連番組を集中展開している。特に2024年度は、5月4日をメインキャンペーンの『君の声が聴きたいSPECIAL DAY』と題し、総合テレビでは「親子関係」、Eテレでは「ジェンダー」を中心テーマに据えて終日特別編成を行うほか、FM放送でも全体を3パートに分けた『君声ラジオ』と題した若者のリアルな声を聴く特番を放送。さらにゴールデンタイムの19:30 - 22:00（途中ニュース中断が20:45-21:00にあり）には、これまでお盆休みにNHKホールで開催してきた音楽特番『ライブ・エール』を本キャンペーンとのコラボレーションにより初めてゴールデンウィーク期間中に開催し、能登半島地震の被災地支援のためのキャンペーンも併せて実施。現地高校生を取材したテープも交えながら、被災地・北信越地方にゆかりのあるミュージシャンによる歌や演奏で被災地にエールを送る企画も行った。
2025年5月末をもって、公式サイトが閉鎖される予定。

## プロジェクトメンバー

### 2022年度
- 内村光良（キャプテン、『LIFE!〜人生に捧げるコント〜』MC）
- 岡村隆史（『チコちゃんに叱られる!』MC）
- 上白石萌音（『カムカムエヴリバディ』ヒロイン）
- 滝沢カレン
- 神尾楓珠（『17才の帝国』主演）
- チョコレートプラネット
- 和久田麻由子（NHKアナウンサー）

### 2023年度
- 内村光良（キャプテン、『LIFE!〜人生に捧げるコント〜』MC）
- 松村北斗
- 木村佳乃（所さん!事件ですよサブMC）
- 広瀬アリス
- パンサー
- 青井実（NHKアナウンサー ニュースウオッチ9メインMC）

### 2024年度
- 内村光良
- 中村倫也
- 濱家隆一×生田絵梨花
- サーヤ
- ロバート キャンベル
- 桑子真帆（NHKアナウンサー）
- 鈴木奈穂子（同上）

出典

## 2022年度

### 第1弾

#### 『君の声が聴きたい』2Days
| 放送日 | 放送時刻 | 放送内容                                         | 放送局 |
| ------ | -------- | ------------------------------------------------ | ------ |
| 5月6日 | 19:30    | グランドオープニング「声、ひらく未来」           | 総合   |
| 5月6日 | 20:00    | チコちゃんに叱られる! 君の声が聴きたいスペシャル | 総合   |
| 5月6日 | 22:00    | LIFE!春 〜君の声に捧げるコント                   | 総合   |
| 5月6日 | 22:45    | 真剣10代しゃべり場 リターンズ!!                  | 総合   |
| 5月6日 | 23:30    | こえスタ                                         | 総合   |
| 5月7日 | 18:05    | みんなで解決!子ども科学電話相談                  | 総合   |
| 5月7日 | 19:30    | NHKスペシャル                                    | 総合   |
| 5月7日 | 22:00    | 17才の帝国                                       | 総合   |
| 5月7日 | 22:55    | こえうた                                         | 総合   |

出典
- 5月6日・7日の2日間は『はじまりを告げる2日間の大型特別編成』として、上記の番組が放送された[1]。
- グランドオープニング「声、ひらく未来」では、プロジェクトに賛同した星野源とYOASOBIが出演した[6]。
  - 星野源は、『スーパーマリオブラザーズ』35周年テーマソングとして作曲した「創造」を、ユニバーサル・スタジオ・ジャパンのスーパー・ニンテンドー・ワールドから歌唱した[6]。
  - YOASOBIは、東京都千代田区の神田神保町にある老舗書店・三省堂書店から、受験生を応援するCMに起用された「あの夢をなぞって (Ballade Ver.)」をテレビで初披露した[6]。
  - 最後に星野とYOASOBIが「SUN」でコラボし、「君の声を聞かせて」という歌詞とともにプロジェクトのメッセージを発信した[7]。

#### 『君の声が聴きたい』WEEK
| 放送日  | 放送時刻 | 放送内容                               | 放送局    |
| ------- | -------- | -------------------------------------- | --------- |
| 5月1日  | 10:05    | 明日をまもるナビ                       | 総合      |
| 5月2日  | 11:00    | 阿佐ヶ谷アパートメント                 | 総合      |
| 5月2日  | 20:55    | サタデーウオッチ9                      | 総合      |
| 5月6日  | 18:00    | 首都圏ネットワーク                     | 総合      |
| 5月6日  | 16:25    | あおきいろ                             | Eテレ     |
| 5月6日  | 21:00    | ニュースウオッチ9                      | 総合      |
| 5月7日  | 6:00     | おはよう日本                           | 総合      |
| 5月7日  | 15:00    | BS世界のドキュメンタリー               | 総合      |
| 5月7日  | 16:00    | おとなりさんはなやんでる。             | Eテレ     |
| 5月7日  | 17:05    | こどものど自慢                         | 総合      |
| 5月7日  | 20:05    | らじらー!サタデー                      | ラジオ第1 |
| 5月7日  | 23:00    | ETV特集                                | Eテレ     |
| 5月8日  | 7:00     | おはよう日本                           | 総合      |
| 5月8日  | 8:25     | ガチポリ!若者×政治10min                | 総合      |
| 5月8日  | 9:00     | 日曜討論                               | 総合      |
| 5月8日  | 10:05    | 明日をまもるナビ                       | 総合      |
| 5月8日  | 14:05    | 正直アンサーコドモ委員                 | ラジオ第1 |
| 5月8日  | 20:05    | らじらー!サンデー                      | ラジオ第1 |
| 5月8日  | 21:00    | NHKスペシャル                          | 総合      |
| 5月9日  | 5:00     | おはよう日本                           | 総合      |
| 5月9日  | 8:15     | あさイチ                               | 総合      |
| 5月9日  | 11:00    | 阿佐ヶ谷アパートメント                 | 総合      |
| 5月9日  | 17:35    | 天才てれびくんhello,                   | Eテレ     |
| 5月9日  | 18:00    | 首都圏ネットワーク                     | 総合      |
| 5月9日  | 19:30    | 沼にハマってきいてみた                 | Eテレ     |
| 5月9日  | 20:05    | 又吉・児玉・向井のあとは寝るだけの時間 | ラジオ第1 |
| 5月9日  | 21:00    | ニュースウオッチ9                      | 総合      |
| 5月10日 | 5:00     | おはよう日本                           | 総合      |
| 5月10日 | 8:15     | あさイチ                               | 総合      |
| 5月10日 | 17:35    | 天才てれびくんhello,                   | Eテレ     |
| 5月10日 | 18:00    | 首都圏ネットワーク                     | 総合      |
| 5月10日 | 19:30    | クローズアップ現代                     | 総合      |
| 5月10日 | 20:00    | ハートネットTV                         | Eテレ     |
| 5月10日 | 21:00    | ニュースウオッチ9                      | 総合      |
| 5月11日 | 5:00     | おはよう日本                           | 総合      |
| 5月11日 | 8:15     | あさイチ                               | 総合      |
| 5月11日 | 17:35    | 天才てれびくんhello,                   | Eテレ     |
| 5月11日 | 18:00    | 首都圏ネットワーク                     | 総合      |
| 5月11日 | 20:00    | ハートネットTV                         | Eテレ     |
| 5月11日 | 21:00    | ニュースウオッチ9                      | 総合      |
| 5月12日 | 5:00     | おはよう日本                           | 総合      |
| 5月12日 | 8:15     | あさイチ                               | 総合      |
| 5月12日 | 18:00    | 首都圏ネットワーク                     | 総合      |
| 5月12日 | 19:30    | サラメシ                               | 総合      |
| 5月12日 | 20:30    | きょうの健康                           | Eテレ     |
| 5月12日 | 21:00    | ニュースウオッチ9                      | 総合      |
| 5月13日 | 5:00     | おはよう日本                           | 総合      |
| 5月13日 | 16:25    | あおきいろ                             | Eテレ     |
| 5月13日 | 18:00    | 首都圏ネットワーク                     | 総合      |
| 5月13日 | 20:05    | ラジオ保健室                           | ラジオ第1 |
| 5月13日 | 21:00    | ニュースウオッチ9                      | 総合      |
| 5月13日 | 22:45    | ドキュメント72時間                     | 総合      |
| 5月14日 | 20:05    | らじらー!サタデー                      | ラジオ第1 |
| 5月14日 | 20:15    | 有吉のお金発見 突撃!カネオくん         | 総合      |
| 5月14日 | 21:00    | ニュースウオッチ9                      | 総合      |

出典

### 第2弾
| 放送日   | 放送時刻 | 放送内容                               | 放送局 |
| -------- | -------- | -------------------------------------- | ------ |
| 12月1日  | 20:30    | きょうの健康                           | Eテレ  |
| 12月3日  | 16:00    | おとなりさんはなやんでる。             | Eテレ  |
| 12月3日  | 16:40    | 真剣10代 しゃべり場リターンズ!!        | 総合   |
| 12月3日  | 22:00    | NHKスペシャル                          | 総合   |
| 12月4日  | 7:00     | おはよう日本                           | 総合   |
| 12月4日  | 16:00    | おとなりさんはなやんでる。             | Eテレ  |
| 12月5日  | 19:30    | 沼にハマってきいてみた                 | Eテレ  |
| 12月6日  | 17:35    | 天才てれびくん hello,                  | Eテレ  |
| 12月6日  | 19:30    | クローズアップ現代                     | 総合   |
| 12月6日  | 20:00    | ハートネットTV                         | Eテレ  |
| 12月6日  | 21:00    | ニュースウオッチ9                      | 総合   |
| 12月9日  | 21:05    | 又吉・児玉・向井のあとは寝るだけの時間 | 総合   |
| 12月9日  | 22:45    | ドキュメント72時間 選                  | 総合   |
| 12月11日 | 16:30    | 未来王 2030                            | 総合   |
| 12月17日 | 22:00    | ひきこもり先生 シーズン2               | 総合   |
| 12月17日 | 23:00    | ETV特集                                | Eテレ  |
| 12月18日 | 16:00    | FACES 30min.                           | 総合   |
| 12月24日 | 19:30    | 有吉のお金発見 突撃!カネオくん         | 総合   |
| 12月24日 | 22:00    | ひきこもり先生 シーズン2               | 総合   |
| 12月26日 | 9時台    | あさイチ                               | 総合   |
| 12月30日 | 9:30     | リフォーマーズの杖                     | Eテレ  |
| 毎週平日 | 18:00    | 首都圏ネットワーク                     | 総合   |
| 毎週水曜 | 23:50    | あおきいろ 5分版                       | Eテレ  |
| 毎週金曜 | 16:25    | あおきいろ 5分版                       | Eテレ  |
| 随時     | 随時     | MEWE 子どもたちの声                    | 総合   |

出典

## 2023年度
| 放送日  | 放送時刻 | 放送内容                                 | 放送局    |
| ------- | -------- | ---------------------------------------- | --------- |
| 4月28日 | 19:30    | きんよる秋田 君の声が聴きたいスペシャル  | 総合      |
| 5月2日  | 20:00    | 虹クロ                                   | Eテレ     |
| 5月5日  | 19:20    | 梶裕貴のラジオ劇場                       | ラジオ第1 |
| 5月5日  | 19:30    | 君の声が聴きたい -"考える"をはじめる-    | 総合      |
| 5月5日  | 21:30    | LIFE!春                                  | 総合      |
| 5月5日  | 22:30    | ドキュメント72時間SP                     | 総合      |
| 5月5日  | 23:10    | ヤバイラジオ屋さん                       | FM        |
| 5月6日  | 6:00     | おはよう日本                             | 総合      |
| 5月6日  | 16:15    | おとなりさんはなやんでる。               | Eテレ     |
| 5月6日  | 19:30    | 有吉のお金発見 突撃!カネオくんSP         | 総合      |
| 5月6日  | 19:45    | あおきいろ                               | Eテレ     |
| 5月6日  | 20:45    | 沼にハマってきいてみた                   | Eテレ     |
| 5月6日  | 21:10    | NHKスペシャル                            | 総合      |
| 5月6日  | 23:00    | スマホ日記 きょうの"もやもや"            | 総合      |
| 5月6日  | 23:00    | ETV特集                                  | Eテレ     |
| 5月6日  | 23:30    | 3分ドキュメンタリー                      | 総合      |
| 5月7日  | 9:00     | 日曜討論                                 | 総合      |
| 5月7日  | 10:05    | 明日をまもるナビ                         | 総合      |
| 5月7日  | 19:30    | ダーウィンが来た!                        | 総合      |
| 5月7日  | 21:00    | NHKスペシャル                            | 総合      |
| 5月7日  | 23:30    | 眠れない貴女へ                           | FM        |
| 5月7日  | 24:00    | ドキュメント20min.                       | 総合      |
| 5月8日  | 5:00     | おはよう日本                             | 総合      |
| 5月8日  | 19:57    | 鶴瓶の家族に乾杯                         | 総合      |
| 5月8日  | 21:05    | 又吉・児玉・向井のあとは寝るだけの時間   | FM        |
| 5月8日  | 23:45    | Re:君の声 〜若者の声に全力リアクション〜 | 総合      |
| 5月9日  | 5:00     | おはよう日本                             | 総合      |
| 5月9日  | 8:15     | あさイチ                                 | 総合      |
| 5月9日  | 17:35    | 天才てれびくん                           | Eテレ     |
| 5月9日  | 19:00    | バリューの真実                           | Eテレ     |
| 5月9日  | 19:30    | クローズアップ現代                       | 総合      |
| 5月9日  | 19:57    | プロフェッショナル 仕事の流儀            | 総合      |
| 5月9日  | 20:00    | ハートネットTV                           | Eテレ     |
| 5月9日  | 23:45    | Re:君の声 〜若者の声に全力リアクション〜 | 総合      |
| 5月10日 | 5:00     | おはよう日本                             | 総合      |
| 5月10日 | 17:00    | ニュースLIVE! ゆう5時                    | 総合      |
| 5月10日 | 19:57    | ひむバス!                                | 総合      |
| 5月10日 | 23:00    | 真剣10代しゃべり場 リターンズ!           | 総合      |
| 5月10日 | 23:45    | Re:君の声 〜若者の声に全力リアクション〜 | 総合      |
| 5月11日 | 5:00     | おはよう日本                             | 総合      |
| 5月11日 | 17:00    | ニュースLIVE! ゆう5時                    | 総合      |
| 5月11日 | 20:00    | ロッチと子羊                             | Eテレ     |
| 5月11日 | 20:30    | きょうの健康                             | Eテレ     |
| 5月11日 | 23:00    | 所さん!事件ですよ                        | 総合      |
| 5月11日 | 23:45    | Re:君の声 〜若者の声に全力リアクション〜 | 総合      |
| 5月11日 | 25:30    | 君の声を読む 朝までアナリレー            | 総合      |
| 5月12日 | 5:00     | おはよう日本                             | 総合      |
| 5月12日 | 19:30    | チコちゃんに叱られる!SP                  | 総合      |
| 5月12日 | 22:00    | Live 君の声が聴きたい                    | 総合      |
| 5月12日 | 22:30    | バリバラ                                 | Eテレ     |
| 5月12日 | 23:00    | ヤバイラジオ屋さん                       | FM        |

出典
- 5月5日の『君の声が聴きたい -"考える"をはじめる-』では、「心」「家族」「学校」「社会」の4つのテーマについて、今どんなことが起きているのかを考えるきっかけを提示した[11]。
  - 「心」のコーナーではあいみょんが登場し、スタジオに集まった200人の若者と「あなたにとって夢とは何か？」について考えた[11]。
  - さらに、「愛の花」「愛を知るまでは」のスペシャルパフォーマンスも披露した[11]。
- 『Re:君の声 〜若者の声に全力リアクション〜』では、答えのない悩みや、誰にも言えないつらさを訴える若者たちの声に、パンサーが四夜連続で応えた[12]。
- 『君の声を読む 〜朝までアナリレー〜』では、プロジェクトに寄せられた投稿をNHK各局のアナウンサーがリレー形式で朗読した[13]。
- プロジェクトを締めくくる生放送の音楽番組として、『Live 君の声が聴きたい』が放送された。

### Live 君の声が聴きたい
『Live 君の声が聴きたい』は、2023年5月12日に放送されたNHKの音楽番組。2023年度『君の声が聴きたい』プロジェクトの最後に放送された。

#### 司会
- 広瀬アリス

#### 出演者
- 内村光良
- 松村北斗（SixTONES）
- パンサー
- 木村佳乃

#### 出演アーティスト・曲目
| アーティスト           | 曲目               |
| ---------------------- | ------------------ |
| AI                     | みんながみんな英雄 |
| 新しい学校のリーダーズ | オトナブルー       |
| 新しい学校のリーダーズ | Suki Lie           |
| imase                  | NIGHT DANCER       |
| 梅田サイファー         | かまへん           |
| 岡崎体育               | 深夜高速           |
| Tani Yuuki             | もう一度           |
| 703号室                | 偽物勇者           |
| 平井大                 | Slow＆Easy         |
| Mrs. GREEN APPLE       | ケセラセラ         |
| Mrs. GREEN APPLE       | 僕のこと           |

## 2024年度
| 放送日 | 放送時刻 | 放送内容                   | 放送局 |
| ------ | -------- | -------------------------- | ------ |
| 5月1日 | 8:15     | あさイチ                   | 総合   |
| 5月3日 | 21:30    | LIFE!春 君の声が聴きたいSP | 総合   |
| 5月5日 | 5:00     | おはよう日本               | 総合   |
| 5月6日 | 21:30    | ドラマ『むこう岸』         | 総合   |

出典

### 君の声が聴きたいSPECIAL DAY
| 放送日 | 放送時刻 | 放送内容                        | 放送局    |
| ------ | -------- | ------------------------------- | --------- |
| 5月4日 | 12:15    | 君声ラジオ 第1部                | FM        |
| 5月4日 | 12:30    | すくすく子育て                  | Eテレ     |
| 5月4日 | 15:05    | 土スタ                          | 総合      |
| 5月4日 | 17:00    | 君声ラジオ 第2部                | FM        |
| 5月4日 | 18:05    | 君の声が聴きたい オープニングSP | 総合      |
| 5月4日 | 19:25    | 君声ラジオ 第3部                | FM        |
| 5月4日 | 19:30    | ライブ・エール 2024             | 総合      |
| 5月4日 | 21:05    | 古家正亨のPOP★A                 | ラジオ第1 |
| 5月4日 | 22:00    | NHKスペシャル                   | 総合      |
| 5月4日 | 23:00    | ETV特集                         | Eテレ     |

- 2020年から毎年8月に放送されている音楽特番『ライブ・エール』は、『君の声が聴きたい presents ライブ・エール』として初めて5月に放送された。若い世代の声に寄り添う企画コーナーや、この年1月1日に発生した能登半島地震の被災地に歌でエールを届けた[2]。
- FMでは、若者の声に耳を傾ける特集番組『君声ラジオ』が3部構成で放送された。第1部と第3部では濱家隆一（かまいたち）と生田絵梨花が司会を務め、人気アーティストやアスリートとともにリアルタイムに送られてくる若者の悩みや声を紹介した。第2部では『みんなでひきこもりラジオ』を担当している栗原望アナウンサーが進行を務め、不登校やいじめに悩む子供たちの声に寄り添った[2]。

#### 自分らしく、Eテレ。〜性・ジェンダーを考える日〜
| 放送日 | 放送時刻 | 放送内容 | 放送内容                      | 放送局 |
| ------ | -------- | -------- | ----------------------------- | ------ |
| 5月4日 | 10:00    | 第1部    | あおきいろ                    | Eテレ  |
| 5月4日 | 10:02    | 第1部    | アイラブみー                  | Eテレ  |
| 5月4日 | 10:12    | 第1部    | カラフル!                     | Eテレ  |
| 5月4日 | 10:27    | 第1部    | 地球は放置してても育たない    | Eテレ  |
| 5月4日 | 10:42    | 第1部    | はなかっぱ                    | Eテレ  |
| 5月4日 | 10:50    | 第1部    | キキとカンリ                  | Eテレ  |
| 5月4日 | 11:00    | 第1部    | Q〜こどものための哲学         | Eテレ  |
| 5月4日 | 11:15    | 第1部    | u&i                           | Eテレ  |
| 5月4日 | 11:25    | 第1部    | あおきいろ                    | Eテレ  |
| 5月4日 | 14:00    | 第2部    | 虹クロ                        | Eテレ  |
| 5月4日 | 日本賞   | 第2部    |                               | Eテレ  |
| 5月4日 | 15:25    | 第2部    | ファースト・デイ2             | Eテレ  |
| 5月4日 | 20:00    | 第3部    | はなしちゃお!〜性と生の時間〜 | Eテレ  |
| 5月4日 | 25:00    | 第4部    | 朝までラーニング!             | Eテレ  |

出典
- Eテレでは、『自分らしく、Eテレ。〜性・ジェンダーを考える日〜』をキャッチコピーとして、朝から深夜まで特別編成が組まれた。